# أوغدن كودمان
أوغدن كودمان (بالإنجليزية: Ogden Codman Jr.) (و. 1863 – 1951 م) هو مهندس معماري من الولايات المتحدة الأمريكية .